# Lycée Jacques-Brel (La Courneuve)
Pour les articles homonymes, voir Lycée Jacques-Brel.
Le lycée Jacques-Brel est un établissement public local d'enseignement (EPLE) secondaire et supérieur situé au 4, rue Dulcie-September à La Courneuve en Seine-Saint-Denis. Seul lycée général et technologique de la ville, il accueille également deux sections de BTS en communication et comptabilité-gestion.

## Histoire du lycée

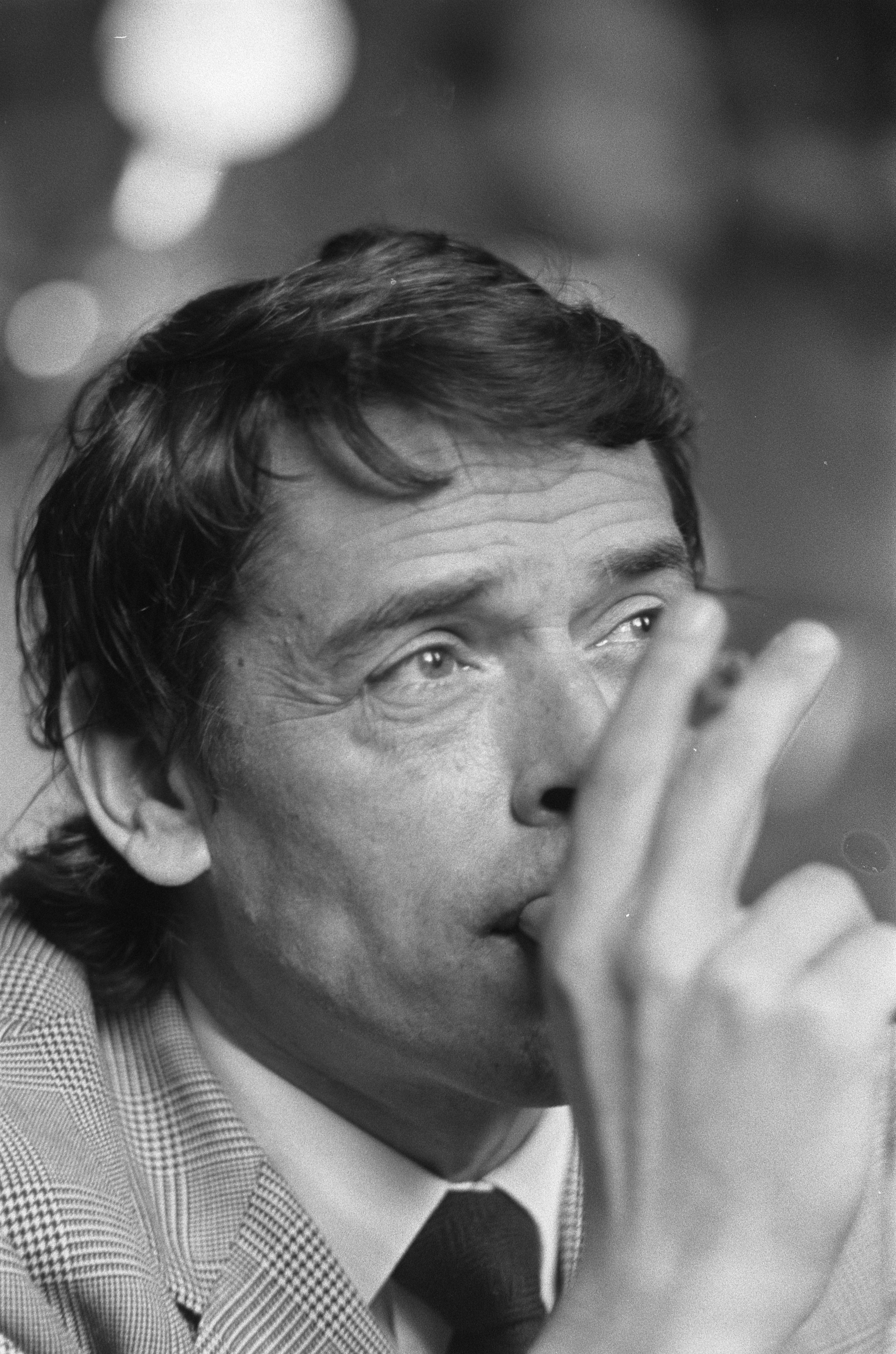
Jacques Brel en 1971.

Le lycée Jacques-Brel de La Courneuve a été inauguré en 1983 et a ouvert ses portes l’année suivante. La construction du bâtiment a été confiée à Jérôme Béraud du cabinet d’architecte Dottelonde & associés, maître d’œuvre également de la bibliothèque centrale de l’université du Havre. Initiative encore rare alors, ce sont les élèves qui ont voté pour choisir le nom de leur lycée parmi une liste de personnalités et Jacques Brel (1929-1978 : il décéda à l’hôpital Avicenne de Bobigny, dans la Seine-Saint-Denis) a devancé Georges Brassens (1921-1981).
En 2010, le troisième microlycée de France naît à La Courneuve et est rattaché administrativement au lycée Jacques-Brel. Il permet aux décrocheurs scolaires de passer un baccalauréat général.
En 2018-2019, le lycée accueille 1036 élèves.

## Structure pédagogique et dispositifs
À la rentrée 2018-2019, le lycée Jacques-Brel compte trois filières générales (économique et sociale, littéraire, scientifique), deux filières technologiques (sciences et technologies du management et de la gestion et sciences et technologies de la santé et du social) et deux sections de BTS (communication et comptabilité-gestion). À la rentrée 2019-2020, le lycée propose de mettre en place en classe de première puis de terminale (rentrée 2020-2021) de la section générale 8 spécialités dans le cadre de la réforme du bac : 
1. histoire géographie, géopolitique et sciences politiques ;
2. humanités, littérature et philosophie ;
3. langues et littératures étrangères ;
4. mathématiques ;
5. numérique et sciences informatiques ;
6. SVT (sciences de la vie et de la terre) ;
7. sciences économiques et sociales ;
8. physique-chimie.

Les langues étudiées au lycée sont l’anglais, l’allemand, l’espagnol, l’arabe et l’italien. Deux sections européennes (SELO) sont également proposées en anglais et en espagnol. Le lycée propose plusieurs options facultatives au baccalauréat : latin, italien, danse et théâtre. L’accompagnement des élèves repose sur plusieurs dispositifs comme les études du soir, la mission de lutte contre le décrochage scolaire (MLDS), les partenariats avec Sciences Po (à partir de l'année 2002-2003), l’université Paris-Dauphine, les associations Tremplin et Réussir aujourd’hui.

## Classement
En 2018, concernant les taux de réussite au bac, le lycée se classe 92e sur les 124 lycées de l’académie de Créteil. Néanmoins, le lycée obtient depuis quelques années un très bon classement dans le palmarès des lycées faisant le plus progresser ses élèves. En 2018, le lycée est à la 15e place dans le classement national (France métropolitaine). Cette valeur ajoutée s’explique par un accompagnement efficace au regard des profils scolaires et socio-économiques des élèves, La Courneuve faisant partie des 20 villes les plus pauvres de France. D’ailleurs, les élèves du lycée viennent, pour la majorité d'entre eux, des trois collèges environnants classés REP+ (éducation prioritaire). Le BTS communication, quant à lui, atteint une réussite de 72,9 % à l’examen, contre un taux national de 91,4 %, alors que le BTS comptabilité-gestion atteint lui un taux de réussite de 84,2 % quand la moyenne nationale se situe à 78,2 %.

## Direction
- depuis 2017 : Régis Gallerand[8].
- depuis 2022 : Fabrice Taffanel

## Personnalités
Plusieurs personnalités ont étudié au lycée Jacques-Brel à La Courneuve :
- Jean-Philippe Martzel (né en 1964), publicitaire
- Stéphane Troussel (né en 1970), président du conseil départemental de la Seine-Saint-Denis[9]
- Thomas Pitiot (né en 1975), chanteur français[10]
- Thomas Porcher (né en 1977), économiste et essayiste français[11]
- Rokhaya Diallo (née en 1978), journaliste française
- Amel Bent (née en 1985), chanteuse de variété française[12]
- Jean-Baptiste Borsali (né en 1989) homme politique français et maire du Bourget[13],
- Prime (né en 1992), rappeur et vidéaste web français
- Quentin Gesell (né en 1993) homme politique français, maire de Dugny et vice-président de la Métropole du Grand Paris[13].

## Éco-lycée
Le lycée Jacques-Brel est un lycée écoresponsable qui a obtenu la certification E3D, “Établissement en démarche de développement durable” au niveau 2. À travers des enseignements à la biodiversité et grâce à l’action des éco-délégués, le lycée voit naître divers projets de développement durable : système de recyclage de piles et bouchons, tri du papier et des déchets, fabrication de cahiers de brouillon écologiques, installation d'un rucher sur le toit du lycée, potager en permaculture, grainothèque au CDI.

## Dans les arts
C’est dans le lycée Jacques-Brel que Jeanne effectue son stage dans le film Conte de printemps d’Éric Rohmer, sorti en 1990,,,. On peut apercevoir le lycée dans la scène d’ouverture.
En 1990, l'écrivain François Bon anime pendant trois mois un atelier d'écriture au lycée Jacques-Brel ; les textes produits sont rassemblés dans le recueil Sang gris. Une expérience similaire a lieu en 2011 avec l'écrivaine Cloé Korman, et aboutit au recueil La Courneuve, mémoires vives.